# DeAndre Levy
DeAndre Levy (* 26. März 1987 in Milwaukee, Wisconsin) ist ein US-amerikanischer American-Football-Spieler auf der Position des Outside Linebackers, der zurzeit Free Agent in der National Football League (NFL) ist.

## Jugend
Levy spielte an der Vincent High School in Milwaukee. In seinem Senior-Jahr an der High School spielte Levy auf zwei Positionen, als Linebacker in der Defense und als Tight End in der Offense. Er machte in dem Jahr als Linebacker 84 Tackles, fünf Sacks und erzwang vier Fumbles. Als Tight End fing er zwölf Bälle für 260 Yards und erzielte drei Touchdowns.

## College
Levy spielte an der University of Wisconsin–Madison als Linebacker. In vier Jahren am College machte Levy 211 Tackles, konnte den gegnerischen Quarterback 15 mal sacken, schaffte sechs Forced Fumbles, eroberte sechs Fumbles und blockte ein Field Goal. Levy ging 2009 in den NFL Draft und wurde dort in der 3. Runde an 76. Stelle von den Detroit Lions ausgewählt.

## NFL
Levy spielte in seiner Rookie-Saison 2009 in 16 Spielen, von denen er in zehn als Starter auflief. Ab Mitte der Saison konnte sich Levy als Starter durchsetzen.
Nach acht Saisons bei den Lions wurde er im März 2017 vom Team entlassen und fand seither keine neue Mannschaft.